# Na'vi
El na'vi és la llengua construïda que surt a la pel·lícula Avatar, parlada pels na'vi, els humanoides intel·ligents que surten a la pel·lícula i que habiten Pandora. La llengua va ser creada per Paul Frommer, professor de la Marshall School Bussiness doctorat en lingüística. La llengua na'vi va ser dissenyada perquè fos pronunciable pels actors de la pel·lícula, però alhora que no fos gaire semblant a cap llengua natural. Quan la pel·lícula es va estrenar, el vocabulari tenia més de 1.000 paraules, i ha anat creixent continuadament des de llavors.

## Fonètica i ortografia
La llengua na'vi manca de les consonants [b d g], però té les consonants ejectives [p' t' k'], escrites com a px, tx i kx respectivament, les fricatives [v z] i les consonants sil·làbiques ll i rr. Hi ha set vocals, escrites com a, ä, e, i, ì, o i u que es pronuncien [a æ ɛ i ɪ o u] respectivament. Malgrat que tots els sons van ser dissenyats per ser pronunciables pels actors de la pel·lícula, hi ha grups consonàntics inusuals com fngap [fŋap] ("metall") i tskxe [tsk'ɛ] ("roca")
De les síl·labes, en na'vi, n'hi ha de molt simples, amb només una vocal, i de tan complexes com skxawng ("imbècil") o fngap ("metall").
A la pel·lícula, la llengua no s'escriu, tot i això, la forma actual de la llengua (la que s'usa a l'estudi) s'escriu amb l'alfabet llatí per facilitar la feina als actors d'Avatar. Per exemple, zìsìt ("any"), fpeio ("canvi cerimonial"), nìawve ("primer"), aw (el nombre "u"), muiä ("ser equitatiu"), tiréaióang ("esperit animal"), kllpxìltu ("territori"), uniltìrantokx ("avatar").

### Vocals
Hi ha ha set vocals simples: 
|         | Anterior | Posterior   |
| ------- | -------- | ----------- |
| Tancada | i [i]    | u [u] ~ [ʊ] |
| Tancada | ì [ɪ]    | u [u] ~ [ʊ] |
| Mitjana | e [ɛ]    | o [o]       |
| Oberta  | ä [æ]    | a [a]       |

També hi ha quatre diftongs: aw [aw], ew [εw], ay [aj], ey [εj].
Les vocals anteriors ä e ì i són pronunciades com en anglès pat pet pit peat, les vocals posteriors, es pronuncien com en català a u i els diftongs també com en català au eu ai ei, però no existeix el diftong oy. La e es pronuncia com en català, però en la seva forma oberta, i la o, també com en català, però en la seva forma tancada. A més a més, hi ha dues consonants sil·làbiques que es comporten com vocals, la ll [lˌ] i la rr [rˌ], per exemple plltxe [pl̩.tʼɛ] ("parlar") i prrte’ [pr̩.tɛʔ] ("plaer"). La rr és fortament vibrant, i la ll que es pronuncia [lˌ] i no [ʎˌ] és "lleugera", com a la, mai velaritzada *[ɫˌ].
Les vocals en na'vi, poden sortir en seqüència, com en les llengües polinèsies, les llengües bantús o el japonès. Cada vocal compta com una síl·laba, de manera que tsaleioae té sis síl·labes, [tsa.lɛ.i.o.a.ɛ], i meoauniaea en té vuit, [ˈmɛ.o.a.ˈu.ni.a.ˈɛ.a]. Les consonants sil·làbiques també poden sortir en seqüència amb una vocal simple o un diftong, com el cas de hrrap [hr̩.ap] ("perillós").
Les vocals de l'idioma na'vi no tenen ni to ni llargària, però sí que s'empra l'accent tònic: túte [ˈtutɛ] ("persona"), tuté [tuˈtɛ] ("dona"). Tot i això, l'accent pot moure's per les sílabes en cas de derivació, però no està afectat per la flexió (el cas en els noms, el temps en els verbs, etc.). Per tant, per exemple, el verb lu ("ser/estar") porta accent en la seva única vocal, la u, i passi el que passi, en totes les seves formes, l'accent es manté en aquesta mateixa vocal: lolú [loˈlu] (format així: l‹ol›u) ("vaig"), lolängú [lolæˈŋu] (l‹ol›‹äng›u) ("uf! vaig"), etc.

### Consonants
Hi ha vint consonants, que es transcriuen de dues formes: una que és més propera a la idea d'una lletra per fonema, amb les lletres c i g per [ts] i [ŋ] (aquesta excepció té a veure amb l'Europa de l'est i amb Indonèsia respectivament) i una transcripció modificada usada pels actors, amb els dígrafs ts i ng utilitzada per aquests mateixos sons. En totes dues transcripcions, les consonants ejectives estan escrites amb dígrafs en x, una convenció que sembla única en na'vi.
|                        | Labial      | Alveolar    | Palatal | Velar      | Glotal |
| ---------------------- | ----------- | ----------- | ------- | ---------- | ------ |
| Ejectiva (no pulmonar) | px [pʼ]     | tx [tʼ]     |         | kx [kʼ]    |        |
| Oclusiva               | p [p]       | t [t]       |         | k [k]      | ’ [ʔ]  |
| Africada               |             | ts (c) [ts] |         |            |        |
| Fricativa              | f [f] v [v] | s [s] z [z] |         |            | h [h]  |
| Nasal                  | m [m]       | n [n]       |         | ng (g) [ŋ] |        |
| Líquida                | w [w]       | r [ɾ] l [l] | y [j]   |            |        |

Les fricatives i les africades, f v ts s z h, estan restringides al principi de la síl·laba; les altres consonants poden sortir tant al principi com al final (les consonants w y al final, són considerades part de diftong quan segueixen la a o la e i poden ser seguides per una altra consonant) com skxawng ("imbècil")). Tot i això, a més a més d'aparèixer abans de les vocals, f ts s poden formar grups consonàntics amb les consonants no restringides (les oclusives i les líquides) separades per una mena d'apòstrof ’, el que fa 39 combinacions. Altres seqüències sorgeixen a través dels límits sil·làbics, com ara na'vi [naʔ.vi] ("persona"), ikran [ik.ɾan] ("banshee", la fada que anuncia la mort d'un familiar), i atxkxe [atʼ.kʼɛ] ("terra").
Les oclusives p t k i l'africada ts són tènues, com en castellà o francès. En posició final, són no esclatants, com en indonesi o altres llengües del sud-est asiàtic. La r és bategant, com en castellà o indonesi; sona una mica com tt o dd en la pronúncia angloamericana de les paraules latter i ladder.
La combinació d'oclusives i fricatives sonores, és inusual en les llengües naturals, si s'exceptua l'itelmen.

### Canvis sonors
El so ng tendeix a assimilar amb la següent m o n. Per tant, tìng mikyun ("escoltar", literalment "donar una orella") es pronuncia com tìm mikyun, i tìng nari ("mirar", literalment "donar un ull") es pronuncia tìn nari.
Les vocals dels monosíl·labs s'elideixen de vegades abans d'una frase que comenci amb una vocal, com per exemple sì ("i") a l'expressió s-ayzìsìtä kato ("i el ritme dels anys"), o lu ("ser/estar") a a l-ayngakip ("qui és d'entre vosaltres"); també nì’aw ("només") a han’aw txo ("per tant <ha> només <nì’aw> si <txo>").
Les consonants oclusives pateixen una lenició després de certs prefixos i preposicions. Les consonants ejectives px tx k esdevenen les seves corresponents oclusives p t k; les oclusives i les africades p t ts k esdevenen les seves corresponents fricatives f s h; i la parada glotal ’ desapareix per complet. A causa d'això, el singular i el plural dels noms poden ser molt diferents.
| Underlying | Weaked |
| ---------- | ------ |
| px         | p      |
| tx         | t      |
| kx         | k      |
| p          | f      |
| ts         | s      |
| t          | s      |
| k          | h      |
| ’          | —      |

Per exemple, el plural de po ("ell/ella") és ayfo ("ells/elles"), amb la p afeblint-se a una f després del prefix plural ay-, i també després de la preposició ftu ("des de"); tsa ("aquest") pren la seva forma acusativa de sat. Es poden veure altres exemples de lenició a les formes interrogatives de més avall.

## Gramàtica

### Pronoms
Els pronoms en na'vi codifiquen inclusivitat. Això vol dir que hi ha diferents paraules per dir "nosaltres" depenent de si els que parlen són inclosos o no. Hi ha també formes especials per "dos de nosaltres" (oeng "tu i jo", moe "ell/ella i jo"), "tres de nosaltres", etc. No hi ha pronoms diferents segons el gènere; tot i això és possible distingir "ell" d'"ella", la distinció és opcional.
| Pronoms         | Singular | Dual | Trial | Plural   |
| --------------- | -------- | ---- | ----- | -------- |
| Exclusius       | oe       | moe  | ?     | ayoe     |
| Inclusius       | —        | oeng | ?     | ayoeng   |
| Segona persona  | nga      | ?    | ?     | aynga    |
| Tercera persona | po       | mefo | ?     | ayfo, fo |

Les diferents formes de "jo" i "tu" són ohe i ngenga. Les formes possessives inclouen oeyä "mon/ma", ngeyä "ton/ta", peyä "son/sa". "Ell" i "ella" poden ser opcionalment diferenciats com poan i poé. Fo és el "plural curt" de po; ayfo és el plural explícit.
Els pronoms són declinats per cas, com els noms (a sota):
Oel ngati kameie
| Oe-l   | nga-ti | kam‹ei›e    |
| Jo-erg | tu-acc | veure‹laud› |
"Jo et Veig" (una salutació)

### Noms
En na'vi, les frases són modificades d'acord amb la següent taula, no inclou atributius (adjectius, etc.): 
nombre+tall-(gènere)-cas
No hi ha articles com "un/a" o "el/la".

#### Nombre
| Singular | (cap prefix)                                               |
| Dual     | me+                                                        |
| Trial    | ?                                                          |
| Plural   | ay+ o + (el prefix ay- més la lenició, o només la lenició) |
Els noms mostren un nombre gramatical amb més distincions que les llengües humanes fan: al costat del singular i el plural, ells no només tenen un dual especial per dues coses que formen part d'un mateix conjunt (ulls, mans, amants, etc.), que no són comunes en les llengües humanes ("ambdós" n'és una reminiscència), però també té el nombre trial, per tres coses d'un mateix conjunt que, a la Terra, només es troba en els pronoms. Malgrat tot, el gènere, és només ocasionalment i opcional marcat.
El prefix pel plural és ay+, i el dual és me+ (nari "ull", menari "ulls"). Ambdues lenicions (indicades per signes "+" en lloc del guió que normalment marca els límits dels prefixos). En els noms que pateixen la lenició, el prefix del plural es poden treure, per tant, el plural de tokx "cos" pot ser tan aysokx (el "plural complet") com només sokx (el "plural curt").

#### Gènere
L'idioma na’vi no té gènere. Tot i això, els masculins individuals poden ser distingits mitjançant el sufix -an, i els individuals femenins mitjançant -é, que està accentuat:
| Masculí | -an            |
| Femení  | -é (accentuat) |
Per exemple, tsmuk o tsmúktu és "germans", tsmúkan "germà", tsmuké "germana".

#### Cas
Molts dels casos tenen diversos al·lomorfs, la distribució de cada un, no se sap del tot:
| Intransitiu | (unmarked)                               |
| Ergatiu     | -ìl, -l                                  |
| Acusatiu    | -it, -t, -ti                             |
| Genitiu     | -ä, -yä                                  |
| Datiu       | -ru                                      |
| Tema        | -ìri, -ri (sufix per interrompre el cas) |
Els noms es declinen per cas en un sistema tripartit, que és bastant estrany entre les llengües humanes, amb l'excepció de la llengua nez percé. En un sistema tripartit, hi ha diferents formes per l'objecte en una oració, com per exemple "Neytiri va caçar un hexapede"; l'agent d'una oració transitiva que té tal un objecte, com en "Neytiri va caçar un hexapede"; i el subjecte d'una oració intransitiva, que no té un objecte, com a "Neytiri està dormint". Un objecte està marcat amb el sufix del cas acusatiu -it/-t/-ti, i un agent amb el sufix del cas ergatiu -ìl/-l, mentre que un subjecte intransitiu no té cap sufix de cas. Per exemple:
"Neytiri està dormint" 
Neytiri herahaw
| Neytiri     | h‹er›ahaw    |
| (nom)[intr] | dormir‹impv› |
"Neytiri va caçar un"
Neytiril yerikit tolaron
| Neytiri-l | yerik-it     | t‹ol›aron  |
| (nom)-erg | hexapede-acc | caçar‹pfv› |
L'ús de cada cas deixa l'ordre de les paraules de na'vi molt lliures, per exemple, agent-objecte-verb (AOV) o objecte-verb-agent (OVA): 
Oeyä tukrul txe'lanit tivakuk
"Permet a la meva llança colpejar el cor"
| Oeyä      | tukru-l        | txe’lan-it  | t‹iv›akuk         |
| a la meva | llança-erg (A) | cor-acc (O) | colpejar‹sjv› (V) |
Katot täftxu oel
"Jo teixeixo el ritme"
| kato-t        | täftxu     | oe-l       |
| ritme-acc (O) | teixir (V) | jo-erg (A) |
Hi ha dos altres casos, el genitiu en -ä/-yä i el datiu en -ru, també hi ha una partícula vocativa ma i una marcador de tema -ìri/-ri. El genitiu pot ser vist a oeyä tukru "ma llança". De diferent manera que els altres casos, mostra la relació dels noms entre ells, més aviat entre un nom i un verb. El vocatiu ma s'usa per adreçar-se a algú: Ma Neytiri, herahaw srak? "Oh! Neytiri, estàs dormint?" 
El datiu es fa servir prototípicament per donar alguna cosa a algú, marcant un receptor, o per fer alguna cosa per algú, marcant un benefactor: 
Nga na’viru yomtìyìng
"Tu alimentaràs la gent"
| nga         | na’vi-ru    | yom+t‹ìy›ìng                     |
| Tu[intr][7] | la.gent-dat | alimentar.às (menjar+donar‹imm›) |
Tot i això s'usa també en situacions en què un parlant podria agafar desprevingut: 
Oeru txoa livu
"Perdona'm" 
| oe-ru  | txoa  | l‹iv›u     |
| Jo-dat | perdó | estar sjv› |
(Literalment, "Pot haver-hi perdó per mi")
Els temes indiquen el fons contextual d'una oració, i el marcador de tema -ri és una cosa equivalent a (encara que molt més comú) que en l'anglès l'"as for". Això reemplaça el cas del nom: o sigui, quan un nom és fet tema, agafa el sufix -ìri en lloc del sufix de cas que s'esperaria per la seva regla gramatical. Per exemple,
Oeri ontu teya längu
| Oe-ri  | ontu | teya | l‹äng›u       |
| Jo-top | nas  | plè  | estar‹(sard)› |
"Els meu nas està plè (de la seva olor desagradable),"
des del moment en què el tema és "jo", el subjecte "nas" està associat amb "mi": o sigui, això s'ha de comprendre com "els meu nas" sense estar explícitament. S'ha de veure que "nas" no està marcat per cas, ja que és el subjecte del verb intransitiu "ser/estar".
El tema no cal que vagi al principi de la clàusula: 
Pxan livu txo nì’aw oe ngari
| pxan   | l‹iv›u   | txo | nì-’aw | oe | nga-ri |
| worthy | ser‹sjv› | si  | adv-un | jo | tu-top |
"NomésOsi jo sóc digne de tu"
Les conjugacions en el cas dels pronoms difereixen lleugerament de les dels noms. En els noms, les formes del cas poden dependre de si el tall del nom acaba en consonant o vocal; les consonants sil·làbiques i els diftongs conten com consonants en aquesta situació.
|                   | ntr     | erg             | acc                | gen                          | dat     | top        |
| ----------------- | ------- | --------------- | ------------------ | ---------------------------- | ------- | ---------- |
| pronom.excl       | oe      | oel             | ?                  | oeyä                         | oeru    | oeri       |
| pronom.incl       | oeng    | ?               | ?                  | ?                            | ?       | ?          |
| pronom 2a persona | nga     | ngal            | ngati              | ngeyä                        | ngaru   | ?          |
| pronom 3a persona | po, tsa | ?               | ’awpot, tsat       | peyä                         | ?       | ?          |
| N acabament en V  | —       | tukrul Neytiril | katot              | tompayä, mokriyä             | na’viru | ?          |
| N acabament en C  | —       | tìngayìl        | ye’rikit txe’lanit | txonä, zìsìtä, trrä, kifkeyä | ?       | skxawngìri |

Els noms no són doblement marcats per cas. Els atributius no concorden amb els noms que modifiquen, i això val tant per possessius com per adjectius. D'aquesta manera, mentre que "la meva llança" en la forma de citació és oeyä tukru, en el cas ergatiu és oeyä tukrul, amb només tukrul "llança" marcat per ergatiu.

#### Adposicions
A més a més del cas, el rol d'un nom en una clàusula pot estar indicat amb adposicions. Qualsevol adposició pot ocórrer tant com una preposició com enclític després del nom, un grau de llibertat més gran del que permeten les llengües humanes. Per exemple, "amb tu" pot ser tan hu nga o ngahu. Quan s'usen com enclítics, són més com tots els casos trobats en l'hongarès i el finès. Quan s'usen com preposicions, més en la línia que marca l'anglès, alguns d'ells provoquen lenició. Una de les preposicions que s'han lenidit és mì ("en"), com en mì sokx ("en el cos"). Això pot causar alguna ambigüitat amb els plurals curts: mì sokx podria ser mì aysokx ("en els cossos").
Algunes adposicions comunes:
| ’em | "sobre"                 |                                                         |
| ’ìm | "al darrere"            |                                                         |
| eo  | "abans, enfront"        |                                                         |
| fa  | "per" (amb, pel mig de) |                                                         |
| fpi | "amb l'objectiu de"     |                                                         |
| ftu | "des de"                |                                                         |
| hu  | 'amb', 'amb tots'       | Eywa ngahu Gaia (ser) amb tu                            |
| ìlä | "via, al llarg"         |                                                         |
| ka  | "a través"              |                                                         |
| kip | "entre (més de dos)     | ayngakip entre tu                                       |
| mì  | "en"                    |                                                         |
| ne  | "vers"                  | Terìran ayoe ayngane estem caminant vers la teva manera |
| ta  | "a" (genèric)           |                                                         |
Aquests poden ser combinats per més especificació: ne’ìm "vers l'esquena"; ta’em "des de dalt". Un s'ha de fixar també en neto ("fora", en el sentit de "cap a la llunyania") i mìso ("fora", en el sentit de "lluny") estan ambdós basats en la partícula to ("que").

### Adjectius i altres atributius
Els adjectius en Na'vi poden aparèixer tant abans com després del nom que modifiquen. Estan marcats per la pertícula a que és enganxada al lloc més proper al nom, una altra cosa que és inusual pels estàndards de les llengües humanes. Per exemple, "un riu llarg" pot ser expressat tant com ngima kilvan,
| ngim-a     | kilvan |
| llarg-attr | riu    |
o com kilvan angim,
| kilvan | a-ngim     |
| riu    | attr-llarg |
L'afix a és opcional per pels adjectius que comencen amb le- després d'un nom: trr lefpom o opcionalment trr alefpom "un dia tranquil", però lefpoma trr.
L'afix atributiu a- només s'usa quan un adjectiu modifica un nom. Els adjectius predicatius, enlloc, agafen el verb "ser/estar" lu:
| kilvan | ngim  | lu  |
| riu    | llarg | ser |
(també kilvan lu ngim etc.) "El riu és llarg"
Els adjectius no són declinats. O sigui, no concorden amb el nom que modifiquen, com a Sì ’ekong te’lanä le-Na’vi "i el batre dels cors de la gent", on només el nom te’lan "cors", però no l'adjectiu le-Na’vi "la gent", agafa el sufix genitiu -ä.
La llibertat sintàctica de l'ordre de les paraules dels adjectius en una frase nominal se sosté per tots els atributius: els genitius (possessius) i les oracions relatives poden tant precedir com seguir el nom que modifiquen. L'últim es marca mitjançant la partícula a.
Genitius (possessius) en -yä
tompayä kato "el ritme (kato) de la pluja (tompa)"
Utral Aymokriyä "l'arbre (utral) de les veus (aymokri)"
Oracions relatives
Ftxey ’awpot a Na’viru yomtìyìng "Tria un (’awpo) que alimentarà la gent (Na’vi)"

### Números
Com que els éssers na’vi tenen quatre dits per mà, tenen una manera de comptar en base vuit. Abans del contacte humà, només comptaven fins al vofu 16; qualsevol nombre més gran era pxay "molt". Només hi havia alguns nombres:
| ’aw    | 1             |
| mune   | 2             |
| tsìng  | 4             |
| vofu   | 16            |
| tsìvol | 32 (ergatiu?) |
Amb això, es podria especular que si 4 és tsì, 8 seria vo, ja que 32 podria ser "quatre vuits".
Els numerals formen molts derivats, com ara awpo "un" (un individual), (nì)’awve "primer", ’awsiténg "junts", kawtu "ningú" (k- negatiu), kawkrr "mai", nì’aw "només", i nì’awtu "sol" de "un"; també nìmun "tornar" i fins i tot muntxa "aparellar" de mun- "dos".

### Verbs
Els verbs estan conjugats per temps però no per persona. Això vol dir que tenen distincions per "jo sóc, jo era, jo seria, etc." però no per "jo sóc, tu ets, ell és, nosaltres som, etc." La conjugació es confia exclusivament en infixos, que són com sufixos però van dins al verb. "Caçar", per exemple, és taron, però "va caçar" és tolaron, amb l'infix ‹ol›.
Hi ha tres posicions pels infixos: dos després del començament de la penúltima síl·laba, i una tercera després del començament de la síl·laba final. Amb això, molts verb en na'vi, tenen dues síl·labes, aquests apareixen a la primera i a l'última síl·laba, com es veu en els següents exemples. En paraules monosíl·labes com lu "ser/estar" i tsun "poder" apareixen després de la consonant inicial, mantenint el seu ordre relatiu, com per exemple tsolängun [ts‹ol›‹äng›un] "podia".
| longitud del verb | forma màxima sense infixos | forma màxima amb infixos |
| ----------------- | -------------------------- | ------------------------ |
| verb trisíl·lab   | CCVC.CCVC.CCVC             | CCVC.CC‹1›‹2›VC.CC‹3›VC  |
| verb bisíl·lab    | CCVC.CCVC                  | CC‹1›‹2›VC.CC‹3›VC       |
| verb monosíl·lab  | CCVC                       | CC‹1›‹2›‹3›VC            |

#### Participis i reflexius
La primera posició de l'infix és per fer els participis i els verbs reflexius.
| Participi | us |
| Reflexiu  | ?  |

L'infix us per fer participis, es troba en formes com ara kérusey "mort", de ke "no" i rey "viure" (o sigui, "no visquent"), i txantslusam "sabi", de txan "molt" i tslam "entendre" (o sigui, "molt entès"). Potser hi ha altres infixos.

#### Temps i aspecte
La segona posició de l'infix es fa servir per al temps verbal, l'aspecte i el mode. Aquests segueixen els infixos de la primera posició (els dels participis/reflexius) quan coincideixen, però apareixen a la penúltima síl·laba del verb.
| Perfectiu (pfv)    | ol |
| Imperfectiu (imfv) | er |
| Subjuntiu (sjv)    | iv |

| Futur (fut)          | ay          |
| futur immediat (imm) | ìy          |
| Present (pres)       | (desmarcat) |
| Passat recent (rec)  | ìm          |
| Passat (pst)         | am          |

Les formes d'aspecte, perfectiu (completat o contingut) i imperfectiu (en curs o no contingut). Un exemple de perfectiu és tsl‹ol›am "aconseguit" (ja s'ha fet) o "comprès", de tslam "comprendre". Un exemple d'imperfectiu és t‹er›ìran ayoe ayngane "nosaltres estem caminant pel teu camí"; aquí l'acció es fa però no està acabat. El passat i el futur s'usen per estaments generals sobre events en el passat o en el futur; el passat recent i el futur immediat no es poden situsr ben bé en temps, però s'usa quan el parlant remarca que l'acció acaba d'ocórrer, o està a punt d'ocórrer. Un exemple del futur immediat ìy seria nì-Ìnglìsì p‹ìy›lltxe oe "Jo parlaré en anglès ara", en el punt en què el parlant canvia en anglès.
Els infixos de temps i d'aspecte poden ocórrer a la vegada, quan això passa es fusionen:
taron [caçar] "caça"
t‹ìm›aron [caçar‹rec›] "caçava"
t‹ay›aron [caçar‹fut›] "caçarà"
t‹ìy›aron [caçar‹imm›] "ara caçarà"
t‹er›aron [caçar‹impv›] "(està) caçant"
t‹ol›aron [caçar‹pfv›] "(ha) caçat"
t‹ì‹r›m›aron [caçar‹rec‹impv››] "estava caçant"
El mode subjuntiu iv es troba a 
Oeri tìngayìl txe’lanit tivakuk
| oe-ri  | tì-ngay-ìl      | txe’lan-it | t‹iv›akuk     |
| jo-top | nmz-veritat-erg | cor-acc    | colpejar‹sjv› |
"Deixa que la veritat colpegi el meu cor"
El temps i l'aspecte no cal que estiguin marcats quan poden ser entesos per context o a qualsevol lloc de l'oració.
| Temps         | Perfectiu | Imperfectiu |
| ------------- | --------- | ----------- |
| Futur         | ?         | ?           |
| Futur pròxim  | ?         | ?           |
| Present       | ol        | er          |
| Passat recent | ?         | ìrm         |
| Passat        | ?         | arm         |